# Filadelfijska opowieść
Filadelfijska opowieść (The Philadelphia Story) – komedia romantyczna (typu screwball comedy) z 1940 roku w reżyserii George’a Cukora na podstawie sztuki Philipa Barry’ego. Występują: Cary Grant, Katharine Hepburn i James Stewart.
Film opowiada o nuworyszu George’u, którego plany małżeńskie komplikuje przybycie do jego domu byłego męża narzeczonej oraz atrakcyjnego dziennikarza. Jest uważany za najlepszy przykład komedii z wątkiem ślubnym, gatunku bardzo popularnego w latach 30. i 40. XX wieku.
Filadelfijska opowieść była pierwszym wielkim sukcesem aktorki Katharine Hepburn, która została po nim czołową gwiazdą wytwórni Metro-Goldwyn-Mayer.
Film zyskał sześć nominacji do Oscara. W kategorii Najlepszy aktor statuetkę za rolę Macaulaya Connora otrzymał James Stewart, a za Najlepszy Scenariusz wyróżniony został Donald Ogden Stewart.
W 1956 roku pojawiła się musicalowa adaptacja filmu – Wyższe sfery. W rolach głównych wystąpili Bing Crosby, Grace Kelly, Frank Sinatra i Louis Armstrong.

## Fabuła
Tracy Samantha Lord Haven (Katharine Hepburn) to zamożna mieszkanka luksusowej dzielnicy Main Line w Filadelfii, która rozwiodła się z C.K. Dexterem Havenem (Cary Grant), należącym do jej kręgu towarzyskiego, ponieważ nie sprostał on jej oczekiwaniom. Teraz ma ona wyjść za nuworysza George’a Kittredge’a (John Howard).
Dexter i wydawca czasopisma „Spy” Sidney Kidd (Henry Daniell) wpadają na pomysł, by wprowadzić brukowego reportera Macaulaya „Mike’a” Connora (James Stewart) i fotografkę Liz Imbrie (Ruth Hussey) jako przyjaciół rodziny, aby mogli zdać relację ze ślubu i wesela. Tracy nie daje się nabrać, ale niechętnie pozwala im zostać po tym, jak Dexter wyjaśnia, że Kidd ma szkodliwe informacje o obecnych wybrykach romansującego na lewo i prawo ojca Tracy, Setha (John Halliday). Chociaż Seth rozwiódł się z matką Tracy – Margaret (Mary Nash) i Tracy ma do niego o to wielki żal, chce chronić reputację rodziny.
Dexter zostaje powitany z otwartymi ramionami przez Margaret i nastoletnią siostrę Tracy – Dinah (Virginia Weidler), co irytuje Tracy, która ponadto stopniowo odkrywa, że reporter Mike ma wspaniały charakter. Zbliża się ślub, a Tracy czuje się rozdarta: narzeczony, ex-mąż, dziennikarz.
W wieczór poprzedzający ślub Tracy upija się (dopiero drugi raz w życiu) i pływa niewinnie z Mikiem. Kiedy George widzi, jak Mike wnosi pijaną Tracy do domu, wyobraża sobie najgorsze. Następnego dnia mówi jej, że był zszokowany i żąda wyjaśnień, zanim zdecyduje się na ślub. Tracy jest urażona jego brakiem zaufania i zrywa zaręczyny. Potem zdaje sobie sprawę, że wszyscy goście przybyli i czekają na rozpoczęcie ceremonii. Mike zgłasza się na ochotnika jako pan młody (co smuci Liz), ale Tracy uprzejmie odmawia. Nie odrzuca jednak oferty Dextera i ten powtórnie zostaje jej mężem.

## Obsada
- Cary Grant – C.K. Dexter Haven
- Katharine Hepburn – Tracy Lord
- James Stewart – Macaulay Connor
- Ruth Hussey – Elizabeth Imbrie
- John Howard – George Kittredge

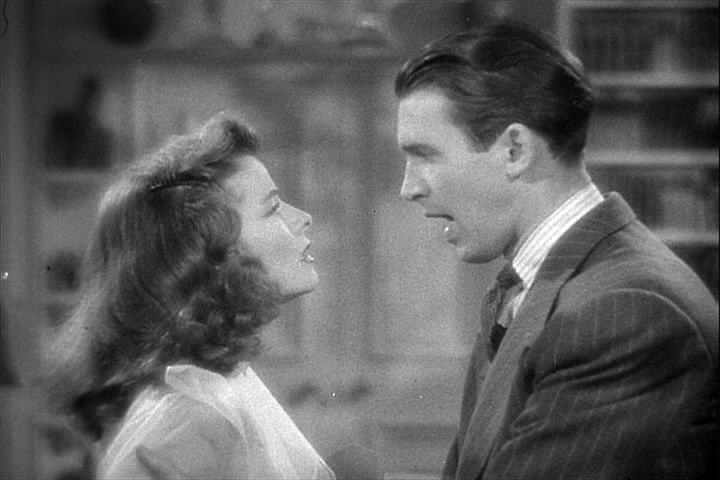
James Stewart i Katharine Hepburn

- Roland Young – William Q. Tracy (Wuj Willie)
- John Halliday – Seth Lord
- Mary Nash – Margaret Lord
- Virginia Weidler – Dinah Lord
- Henry Daniell – Sidney Kidd
- Lionel Pape – Edward
- Rex Evans – Thomas